# Quarter-inch cartridge

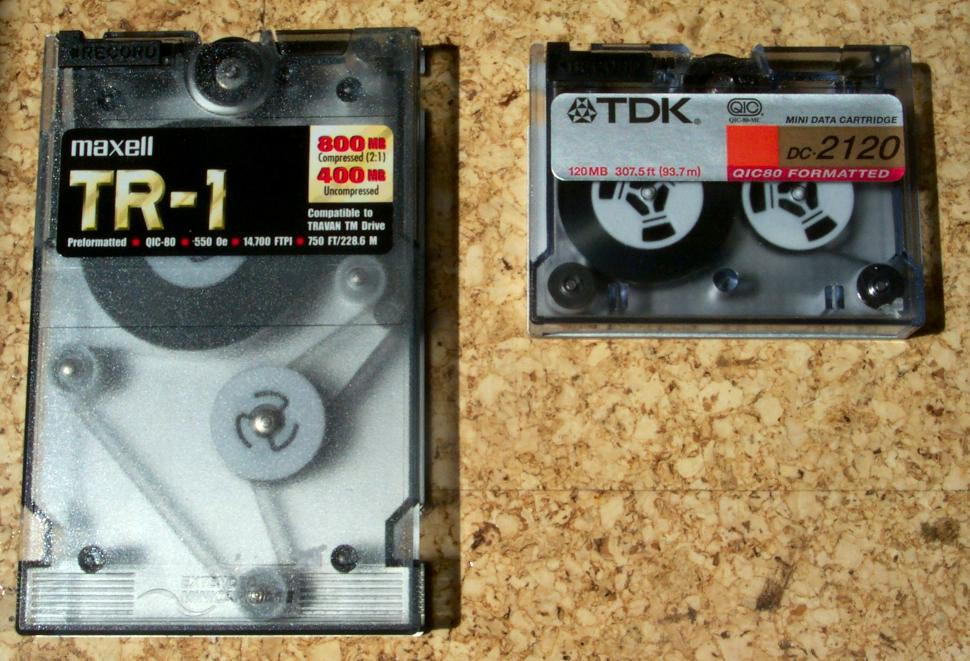
Quarter-inch cartridges: 400MB QIC-EX (links), 120MB QIC-80 (rechts)

Quarter-inch cartridge (QIC) is een gegevensopslagformaat voor magneetband dat in 1972 door 3M werd geïntroduceerd. QIC-magneetband wordt geleverd in een robuuste, ingesloten behuizing van aluminium en plastic die twee haspels bevat die worden aangedreven door een enkele riem in direct contact met de tape. De tape was oorspronkelijk ¼-inch (6,35 mm) breed en 91 tot 457 meter lang. Sinds de introductie is het op grote schaal gebruikt en zijn er veel varianten ontstaan.

## Varianten

### 3M Data Cartridge (DC)

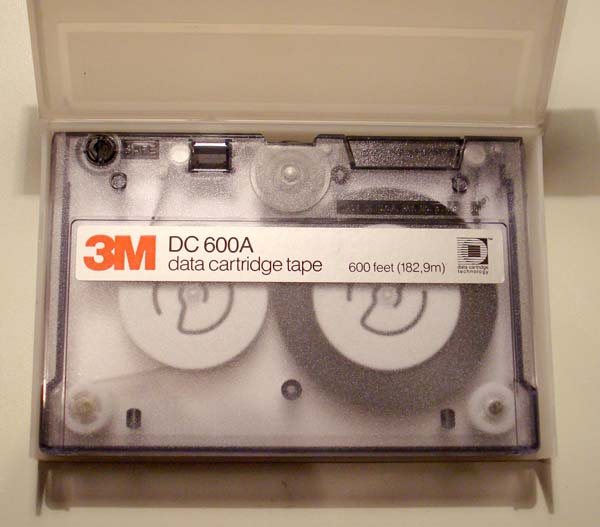
QIC DC600A-cassette

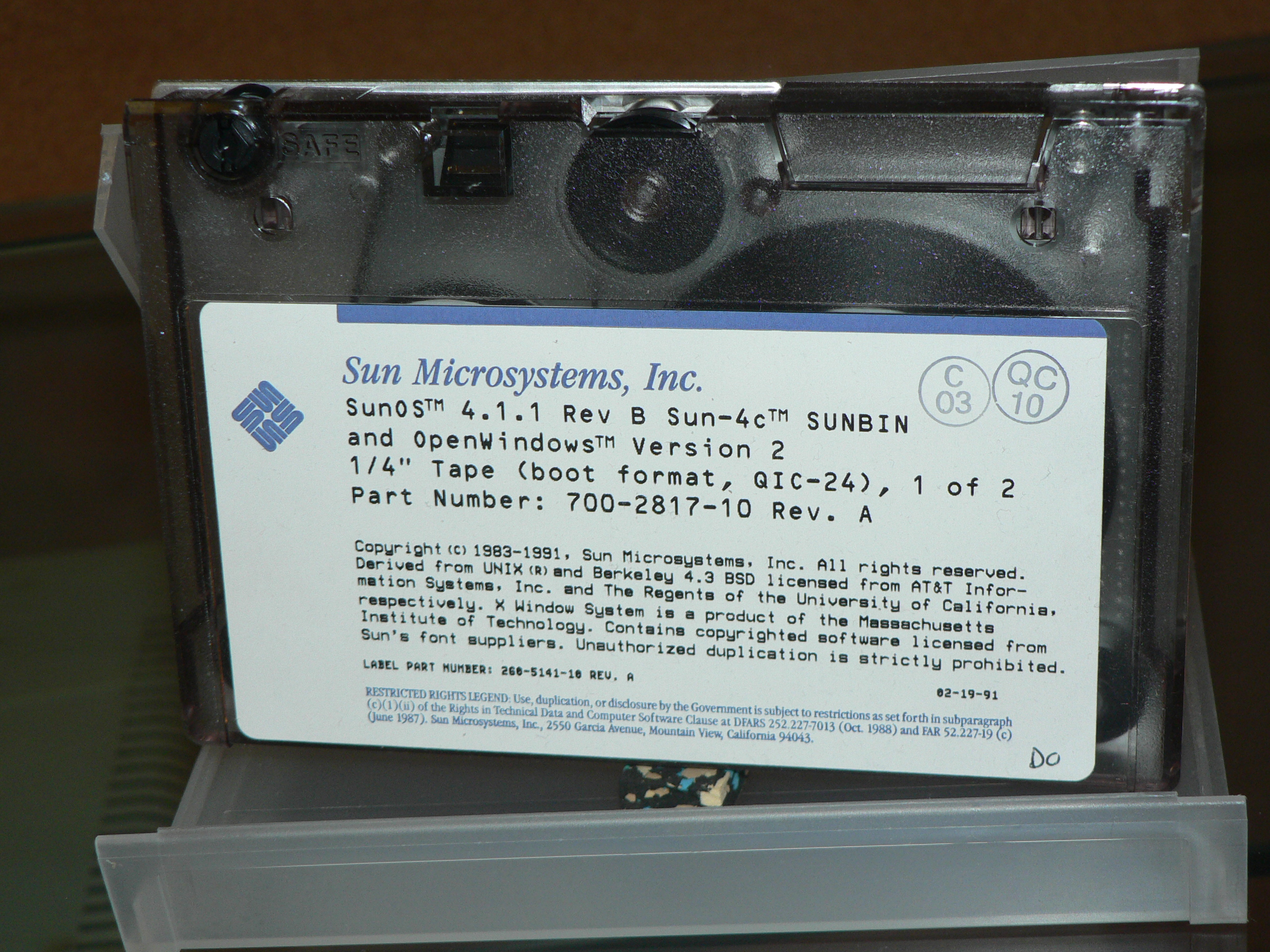
SunOS 4.1.1 QIC-24 magneetband

Het eerste QIC-formaat was het Data Carrtridge (DC)-formaat dat cassettes gebruikte van 150 × 98 mm met een metalen plaat en twee interne haspels die door een riem aangedreven werden. De originele cassettes hebben een magneetband van 91 meter en konden 200 kB aan gegevens bevatten. In de loop der jaren zijn er verschillende QIC DC-formaten verschenen met cassettes die tot 1,35 GB aan gegevens konden bevatten.

### QIC Mini Cartridge (MC)
De kleinere QIC Minicartridge (MC) met een afmeting van 60 × 79 mm werd geïntroduceerd om de tapedrive in de uitsparing van een diskettestation te laten passen. De QIC-40 en QIC-80-formaten gebruikten dezelfde controller als een standaard diskettestation met MFM of RLL-encodering.

### Travan (TR)

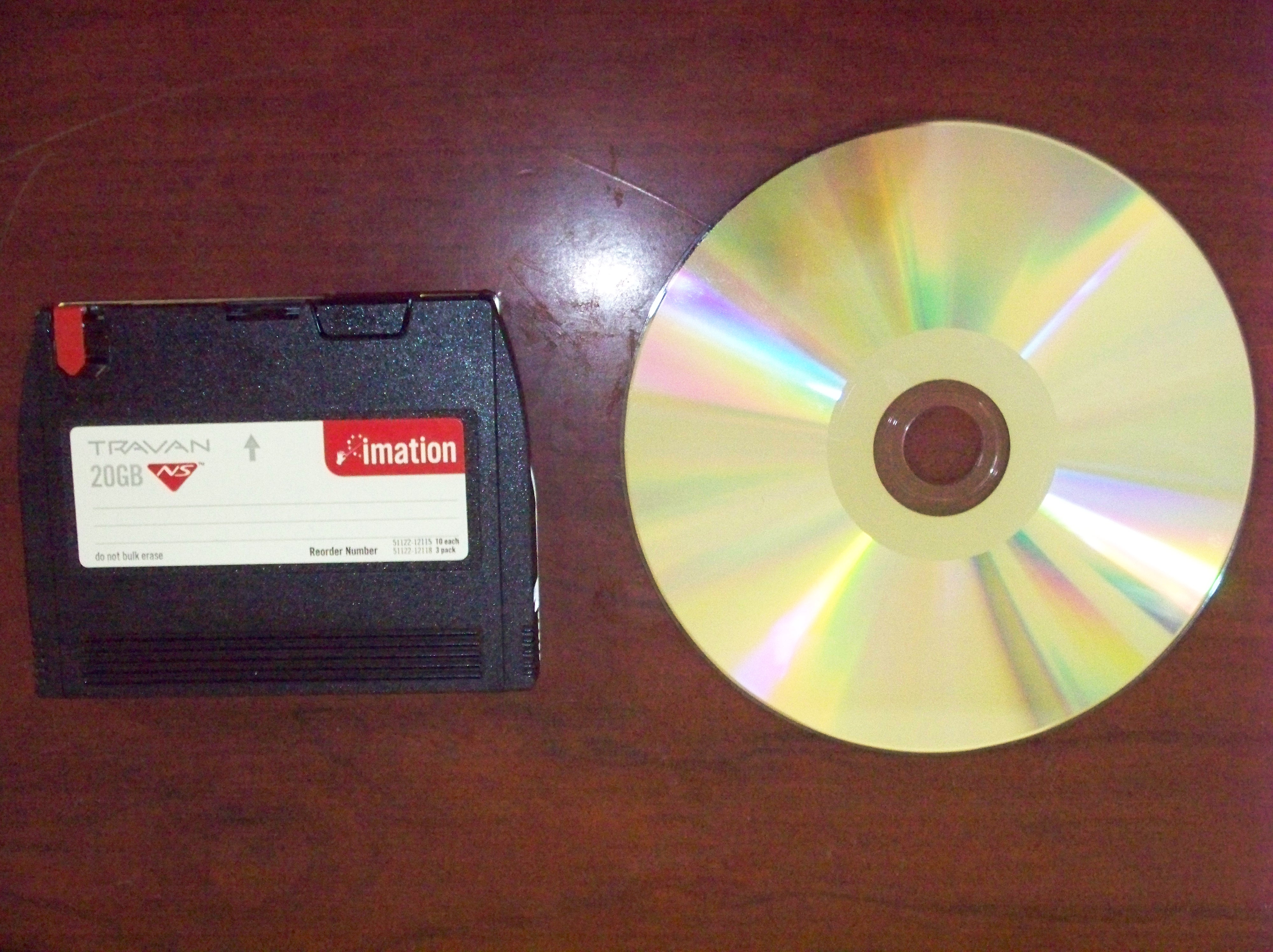
Travan-cassette

Travan is een verdere evolutie van het QIC Minicatridge-formaat die ontwikkeld werd door 3M voor PC-gebruik. Travan gebruikt een langere en bredere magneetband om de capaciteit te vergroten.

### SLR
SLR is de naam van een reeks QIC-tapedrives met hoge capaciteit van Tandberg Data. De grootste SLR-tapedrive kan 70 GB aan gegevens bevatten (140 GB gecomprimeerd). In 2015 is Tandberg gestopt met de productie van SLR/QIC-tapedrives. 

### QIC-Wide
Een variant van Sony die een bredere magneetband van 8 mm gebruikt en de opnamedichtheid verhoogt. QIC-Wide-tapedrives zijn compatibel met QIC-tapedrives.

### QIC-EX
QIC Extra, een aanpassing van Verbatim om langere magneetbanden te gebruiken en dus meer gegevens te kunnen bewaren. Door de cassettes langer te maken konden grotere spoelen gebruikt worden. In veel gevallen kan een standaard QIC-tapedrive de verlengde cassettes gebruiken om meer gegevens te kunnen opslaan, maar in sommig gevallen lukt het niet om een QIC-EX-cassette opnieuw te formatteren omdat de tijd die nodig is om de extra lengte te doorlopen een time-out veroorzaakt in de tapedrive of het stuurprogramma die bedoeld is om een kapotte magneetband te detecteren.

### QIC-157
Een standaard voor tapedrives die de ATAPI (IDE)-interface gebruiken.